# Nanase Aikawa
Nanase Aikawa (相川 七瀬, Aikawa Nanase), née le 16 février 1975 dans l'arrondissement Higashiyodogawa-ku à Osaka, Japon) de son vrai nom Misa Saeki (佐伯 美咲, Saeki Misa), est une chanteuse de rock japonaise. Elle débute en 1995 sous la houlette du producteur Tetsurō Oda, qu'elle épouse en 2001, et avec qui elle a deux enfants en 2001 et 2007. Elle connut un grand succès au Japon dans les années 1990, son premier album s'étant vendu à 2 millions d'exemplaires en 1996. Après une pause de trois ans, elle sort un nouvel album en février 2009.

## Discographie

### Albums
1. Red (3 juillet 1996)
2. ParaDOX (2 juillet 1997)
3. Crimson (8 juillet 1998)
4. Foxtrot (16 février 2000)
5. Purana (21 février 2001)
6. 7 seven (18 février 2004)
7. Reborn (18 février 2009)
8. Gossip (16 février 2011) [Rockstar Steady]
9. Konjiki (7 février 2013)
10. Now or Never (26 octobre 2016)
11. Rock goes On (20 juin 2018)

### Mini Albums
1. The Last Quarter (27 septembre 2001)
2. The First Quarter (16 février 2005)
3. R.U.O.K?! (9 novembre 2005)

### Compilations
1. ID (19 mai 1999)
2. ID：2 (26 mars 2003)
3. Rock or Die (16 février 2010)

### Singles
1. Yumemiru Shōjō Ja Irarenai (夢見る少女じゃいられない?) (1995)
2. Bye Bye. (バイバイ) (1996)
3. Like a Hard Rain (1996)
4. Break Out! (1996)
5. Koigokoro (恋心?) (1996)
6. Troublemaker (トラブルメイカー?) (1997)
7. Sweet Emotion (1997)
8. Bad Girls (1997)
9. Kanojo to Watashi no Jijō (彼女と私の事情?) (1998)
10. Nostalgia (1998)
11. Lovin' you (1998)
12. Cosmic Love (1999)
13. Sekai wa kono Te no Naka ni (世界はこの手の中に?) (1999)
14. Jealousy (1999)
15. China Rose (1999)
16. Midnight Blue (2000)
17. Seven Seas (2000)
18. No Future (2001)
19. Dandelion (2001)
20. Owarinai Yume (終わりない夢?) (2002)
21. Roppongi Shinjyu (六本木心中?) (2002)
22. Shock of Love (13 de febrero, 2003)
23. R-Shitei (R-指定?) (2003)
24. Ai no Uta: Magenta Rain (愛ノ詩 -マジェンタレイン-?) (2004)
25. Mangekyou / Unlimited (万華鏡/UNLIMITED?) (2004)
26. Kagiri Aru Hibiki (限りある響き?) (2005)
27. Everybody Goes (2006)
  - Prism (2008) (Single Digital)
  - Circle of Life (2008) [Crimson-Fang]
28. tAttoo (2009)
29. Fine Fine Day (2010) [Rockstar Steady]
  - Hikari no Mi (ヒカリノミ?) (2012) (Single Digital)
30. Sakura Maioriru Koro, Namidairo (2014) feat.mayo.
31. Across (2016)

## Videos
- Reflex (1997) (VHS) / (2000) (DVD)
- Live Emotion Concert Tour '97 (1997) (VHS) / (2000) (DVD)
- radioactive (1999) (VHS) / (2000) (DVD)
- Live Emotion 2000 “FOXTROT” (2000)
- chain reaction (2001)
- Reflex + radioactive (2002)
- BEST CLIPS (2002)
- Live Emotion 2004 7 seven (2004)
- 7.7.7. LIVE AT SHIBUYA AX (2006)
- Aikawa Nanase Live Emotion 999 (2010)
- Nanase's Day 2014 (2014)